# Moravské Lieskové
Moravské Lieskové (hongrois : Morvamogyoród) est un village de Slovaquie situé dans la région de Trenčín.

## Histoire
La première mention écrite du village date de 1398. Avant l'établissement de la Tchécoslovaquie indépendante en 1918, Moravské Lieskové faisait partie du comté de Trencsén au sein du Royaume de Hongrie. De 1939 à 1945, il faisait partie de la République slovaque.

## Démographie

### Évolution de la population
| Année:               | 1994. | 2004.   | 2014.   | 2024.   |
| -------------------- | ----- | ------- | ------- | ------- |
| Nombre de personnes: | 2565  | 2484    | 2543    | 2540    |
| Différence:          |       | -3,15 % | +2,37 % | -0,11 % |

| Année:               | 2023. | 2024.   |
| -------------------- | ----- | ------- |
| Nombre de personnes: | 2518  | 2540    |
| Différence:          |       | +0,87 % |